# Sergio Guerri
Sergio Guerri (Tarquinia, 25 december 1905 - Vaticaanstad, 15 maart 1992) was een Italiaans geestelijke en kardinaal van de Rooms-Katholieke Kerk.
Guerri studeerde aan het interdiocesaan seminarie van Montefiascone, aan het seminarie van Viterbo, aan het Pauselijk Romeins Seminarie, aan de Pauselijke Lateraanse Universiteit en aan het Pauselijk Athenaeum San Apollinare. Hij werd 30 maart 1929 priester gewijd en werkte vervolgens in het pastoraat in Tarquinia. Van 1937 tot 1941 werkte hij als administrator aan de Pauselijke Urbaniana Universiteit. On 1940 werd hij door paus Pius XII benoemd tot pauselijk kamerheer. In 1941 trad hij in dienst van de Romeinse Curie, om te gaan werken bij het Instituut voor Religieuze Werken, de centrale bank van het Vaticaan. In 1946 werd hij hier ondersecretaris.
In 1948 werd hij pro-secretaris van de Administratie van het Patrimonium van de Heilige Stoel. Een jaar later werd hij huisprelaat en nog weer een jaar later werd hij secretaris van de commissie van kardinalen die toezicht hield op de Administratie van het Patrimonium. In 1960 werd hij secretaris van de voorbereidingscommissie voor het Tweede Vaticaans Concilie. Aan dit Concilie nam hij ook als secretaris deel. In 1968 werd hij benoemd tot pro-president van de Pauselijke Commissie voor de Staat Vaticaanstad.
Paus Paulus VI benoemde hem in april 1969 tot titulair aartsbisschop van Trevi. Hij ontving zijn bisschopswijding uit handen van Amleto Giovanni Cicognani, kardinaal-staatssecretaris en prefect van de Administratie van het Patrimonium. Enkele weken later werd hij opgenomen in het College van Kardinalen. De Santissimo Nome di Maria al Foro Traiano werd zijn titeldiakonie. Kardinaal Guerri nam deel aan het conclaaf van augustus 1978, dat leidde tot de verkiezing van paus Johannes Paulus I en aan dat van oktober, hetzelfde jaar waarbij paus Johannes Paulus II werd gekozen. Hij opteerde in 1979 voor de rang van de kardinaal-priesters, waarbij zijn titeldiakonie pro hac vice werd verheven tot titelkerk. In 1981 ging hij met emeritaat.
De kardinaal overleed in 1992, waarna zijn lichaam werd bijgezet in het familiegraf in Tarquinia.